# Newsリアルタイムあきた
『Newsリアルタイムあきた』（ニュースリアルタイムあきた）は、2006年4月3日から2010年3月26日まで放送されていた秋田放送テレビの夕方ローカルワイドニュース番組である。実際に放送される正式なオープニングタイトルは、「リアルタイムアキタ」（中身は、日本テレビ製作の『NNN Newsリアルタイム』のオープニングタイトルに、赤いバックでリアルタイムと同一のフォントの「アキタ」を付けたもの）である。試験放送中である番組開始当初から地上デジタル放送では、デジタルハイビジョン放送を行っていた。

## 放送時間
- 月曜 - 金曜 18:16 - 19:00

## キャスター
| 期間      | 期間       | キャスター | キャスター | 秋田わか杉国体コーナー ↓ スポーツコーナー | ヤンマーみんなの空 ↓ ヤンマーそら色 | ヤンマーみんなの空 ↓ ヤンマーそら色 |
| 期間      | 期間       | 男性       | 女性       | 秋田わか杉国体コーナー ↓ スポーツコーナー | 月 - 水                             | 木・金                              |
| --------- | ---------- | ---------- | ---------- | ----------------------------------------- | ----------------------------------- | ----------------------------------- |
| 2006.4.3  | 2007.3.30  | 田村修     | 伊藤綾子   | 酒井茉耶                                  | （不在）                            | （不在）                            |
| 2007.4.2  | 2007.8.31  | 井関裕貴   | 伊藤綾子   | 酒井茉耶                                  | （不在）                            | （不在）                            |
| 2007.9.3  | 2007.11.30 | 井関裕貴   | 松井梨絵子 | 酒井茉耶                                  | 尾崎朋美                            | 尾崎朋美                            |
| 2007.12.3 | 2008.3.28  | 井関裕貴   | 松井梨絵子 | 廣田裕司                                  | 尾崎朋美                            | 尾崎朋美                            |
| 2008.3.31 | 2009.3.27  | 井関裕貴   | 松井梨絵子 | 廣田裕司                                  | 石井綾子                            | 尾崎朋美                            |
| 2009.3.30 | 2010.3.26  | 井関裕貴   | 松井梨絵子 | 廣田裕司                                  | 尾崎朋美                            | 尾崎朋美                            |

## その他
- ヤンマー天気予報では前番組の『プラス1あきた』まで歌詞付きのフルコーラスBGMが流れていたが、当番組より通常の1回のみのフルコーラスBGMに変更された。ただし、視聴者のリクエスト天気は、引き続き放送している。
- 田村・伊藤のコンビでキャスターを担当していた頃に、スタジオ内で起きたNGハプニングが度々日本テレビ系の特番で流れている。内容は、田村がオンエアに気付かず伊藤に腕をたたかれる場面、リモコン式のテレビカメラがスタジオの床を映すなど誤作動を起こした場面、そして誰も映っていない画面に田村が椅子ごと横に移動してフレームインする場面だった。
- 初代女性キャスターの伊藤綾子は、番組降板・秋田放送退社後の2007年10月から東京の『Newsリアルタイム』で17時台の「リアルエンタメ」コーナーのキャスターに起用された。起用当初、ABSでは『Newsリアルタイム』17時台のネット受け時間が17:15頃まで（自社制作の情報番組『ゆうドキっ!』に内包扱い）となっていて「リアルエンタメ」コーナーをネットしていなかったが、2008年3月24日から『ゆうドキっ!』の終了に伴い『Newsリアルタイム』17時台を単独番組扱いで全編ネットするようになったため、秋田県内でもエンタメコーナーを視聴出来るようになった。なお、後継番組の『news every.』にも引き続き出演している（ただし、伊藤は2017年3月に『every.』を降板した）。
- 「リアルエンタメ」と全国ネット枠開始の間のヘッドラインは3項目（リアル特集+）のところを「ローカルニュース」で放送。
- 日本テレビが『リアルタイム』を終了するのに合わせて当番組も終了したが、最後期の井関・松井の両キャスターおよびスタジオセットは次番組『ABS news every.』に引き継がれた。